# Природно-заповідний фонд Хорольського району
Природно-заповідний фонд Хорольського району становить 23 об'єкти ПЗФ (5 заказників, 5 пам'яток природи, 12 заповідних урочищ та 1 ботанічний сад). З них 1 — загальнодержавного значення (Хорольський ботанічний сад). Загальна площа ПЗФ — 1619,55 га.

## Об'єкти

### Природні об'єкти

#### Заказники
| Назва об'єкта | Тип, категорія, значення                  | Рік створення | Площа (га) | Місцезнаходження                                      | Зображення |
| ------------- | ----------------------------------------- | ------------- | ---------- | ----------------------------------------------------- | ---------- |
| «Голованька»  | Заказник гідрологічний місцевого значення | 1992          | 44,8       | с. Бовбасівка                                         |            |
| «Єньки»       | Заказник гідрологічний місцевого значення | 1992          | 82,5       | с. Єньки                                              |            |
| «Комишитовий» | Заказник гідрологічний місцевого значення | 1993          | 364        | між с. Трубайці, Єньки і Бовбасівка; ДП «Керамсервіс» |            |
| «Костюки»     | Заказник гідрологічний місцевого значення | 1993          | 237        | с. Костюки, Хорольське лісництво, кв. 52-55           |            |
| «Хвощівка»    | Заказник гідрологічний місцевого значення | 1992          | 120        | с. Хвощівка, Хорольське лісництво, кв. 50             |            |

#### Пам'ятки природи
| Назва об'єкта    | Тип, категорія, значення                      | Рік створення | Площа (га) | Місцезнаходження                                               | Зображення |
| ---------------- | --------------------------------------------- | ------------- | ---------- | -------------------------------------------------------------- | ---------- |
| «Дуб черешчатий» | Пам'ятка природи ботанічна місцевого значення | 2007          | 0,015      | м. Хорол, вул. Героїв Небесної Сотні, 94                       |            |
| «Дуб черешчатий» | Пам'ятка природи ботанічна місцевого значення | 2007          | 0,04       | м. Хорол, пров. Фруктовий, 23                                  |            |
| «Дуб черешчатий» | Пам'ятка природи ботанічна місцевого значення | 1970          | 0,05       | с. Шишаки, урочище Рівне, Хорольське лісництво, кв. 23 вид. 11 |            |
| «Дуби черешчаті» | Пам'ятка природи ботанічна місцевого значення | 1992          | 0,1/2      | Хорольське лісництво, кв. 23 вид. 11                           |            |
| «Дубовий гай»    | Пам'ятка природи ботанічна місцевого значення | 1982          | 1          | м. Хорол                                                       |            |

#### Заповідні урочища
| Назва об'єкта      | Тип, категорія, значення             | Рік створення | Площа (га) | Місцезнаходження                                            | Зображення |
| ------------------ | ------------------------------------ | ------------- | ---------- | ----------------------------------------------------------- | ---------- |
| «Березняки»        | Заповідне урочище місцевого значення | 1993          | 162        | с. Березняки, Хорольське лісництво, кв. 30, 31              |            |
| «Бовбасівка»       | Заповідне урочище місцевого значення | 1993          | 40         | с. Бовбасівка, Хорольське лісництво, кв. 58                 |            |
| «Гринцеве»         | Заповідне урочище місцевого значення | 1992          | 39         | с. Ставки, Хорольське лісництво, кв. 42                     |            |
| «Громадський плав» | Заповідне урочище місцевого значення | 1993          | 38         | с. Березняки, Хорольське лісництво, кв. 32                  |            |
| «Довжек»           | Заповідне урочище місцевого значення | 1992          | 76         | с. Глибока Долина, Хорольське лісництво, кв. 12-13          |            |
| «Заяр'є»           | Заповідне урочище місцевого значення | 1992          | 38         | околиці м. Хорол, вул. Заяр'є, Хорольське лісництво, кв. 43 |            |
| «Княже»            | Заповідне урочище місцевого значення | 1993          | 23         | с. Березняки, Хорольське лісництво, кв. 29                  |            |
| «Круча»            | Заповідне урочище місцевого значення | 1993          | 76         | с. Березняки, Хорольське лісництво, кв. 28                  |            |
| «Куторжиха»        | Заповідне урочище місцевого значення | 1992          | 53         | с. Куторжиха, Хорольське лісництво, кв. 46                  |            |
| «Мелюшки»          | Заповідне урочище місцевого значення | 1993          | 125        | с. Мелюшки, Хорольське лісництво, кв. 25, 26                |            |
| «Радьки»           | Заповідне урочище місцевого значення | 1992          | 41         | с. Радьки, Хорольське лісництво, кв. 27                     |            |
| «Середнє»          | Заповідне урочище місцевого значення | 1992          | 41         | с. Середнє, Хорольське лісництво, кв. 47                    |            |

### Штучно створений об'єкт

#### Ботанічний сад
| Назва об'єкта                | Тип, категорія, значення                   | Рік створення | Площа (га) | Місцезнаходження                           | Зображення |
| ---------------------------- | ------------------------------------------ | ------------- | ---------- | ------------------------------------------ | ---------- |
| «Хорольський ботанічний сад» | Ботанічний сад загальнодержавного значення | 2009          | 18         | м. Хорол, вул. Кременчуцька, 1/79, офіс 46 |            |